# Дезидерио да Сеттиньяно
Дезиде́рио да Сеттинья́но, настоящее имя Дезидерио де Бартоломео ди Франческо (итал. Desiderio da Settignano, Desiderio de Bartolomeo di Francesco; около 1430, Сеттиньяно, Тоскана — 16 января 1464, Флоренция) — итальянский скульптор, по прозванию «Железо» (Ferro), работавший в период кватроченто — раннего итальянского Возрождения, представитель Флорентийской школы.

## Биография
Дезидерио происходил из семьи резчиков по камню из Сеттиньяно в Тоскане (ныне восточный пригород Флоренции). Долгое время считался учеником Донателло, но более вероятно, что он прошёл обучение в большой флорентийской мастерской, которой руководили Бернардо и Антонио Росселино (хотя влияние Донателло на творчество да Сеттиньяно несомненно).
В 1453 году Дезидерио был принят в цех каменщиков и резчиков по дереву (Arte dei Maestri di Pietra e Legname) во Флоренции и вскоре после этого начал работать над головами херувимов для фриза, пересекающего фасад капеллы Пацци во втором монастыре базилики Санта-Кроче. В 1461 году он закончил одно из своих главных творений — дарохранительницу для базилики Сан-Лоренцо. В 1461 году создал киворий, предназначенный к установке в Капелле причастия церкви Сан-Лоренцо, посвящённой святым семьи Медичи, Косме и Дамиану (в левом трансепте церкви), со стоящей фигурой Младенца Иисуса.
К другим известным работам Дезидерио относятся бюст Мариетты Строцци, дочери Лоренцо, умершей в 1451 году, она была одной из самых красивых девушек в патрицианских кругах Флоренции (1462, Музей Боде, Берлин); рельеф с образом Мадонны и Младенца на углу Палаццо Панчатики (Palazzo Panciatichi); портретный бюст молодой девушки (музей Барджелло); деревянная статуя Марии Магдалины (1455) над её алтарем в церкви Санта-Тринита (законченная Бенедетто да Майано); и бюст в Палаццо Пубблико в Форли.
Дезидерио да Сеттиньяно скончался в 1464 году во Флоренции в возрасте 34 лет. Наиболее известным из его учеников был Франческо ди Симоне Ферруччи.

## Характеристика творчества
Наследие скульптора представлено в основном портретными бюстами, барельефами, скульптурами и рельефами надгробий. Для большинства его работ из мрамора характерна тщательная обработка поверхности, которая позволяла добиться удивительно тонких светотеневых градаций. Произведениям Дезидерио свойственны изящество линий, ясность композиции, поэтическая цельность образов. Также отмечается, что Дезидерио да Сеттиньяно в совершенстве владел разработанной Донателло техникой «скиаччато» (итал. rilievo schiacciato), то есть «уплощённого, сдавленного», или «живописного рельефа» (имеется ввиду тонкая проработка формы).
Среди скульптур, созданных Дезидерио да Сеттиньяно, особо выделяются портреты детей. Американский историк искусства Фредерик Хартт назвал скульптора «величайшим мастером детских портретов за всю историю».
По определению В. Г. Власова «изображения детей и молодых, мягко улыбающихся флорентинок — непосредственных, хрупких, с реминисценциями уходящего стиля готики», несмотря на то, что скульптор умер очень рано, «успели сформировать школу следующего поколения мастеров», которые создали «ещё более нежные портретные образы, подёрнутые дымкой грусти, с чувством, незнакомым античному искусству», и «более мягкого, идеального стиля», чем у художников школы Донателло. К этим последователям школы Дезидерио следует отнести Мино да Фьезоле и Бенедетто да Майано.

## Галерея
- Мадонна с Младенцем. Ок. 1455.
- Святая Елена. 1460—1464. Мрамор. Музей искусств Толидо, Огайо, США
- Мадонна с Младенцем. Ок. 1460. Мрамор. Художественный музей Филадельфии
- Мария Магдалина. 1455. Дерево (закончено Бенедетто да Майано). Церковь Санта-Тринита, Флоренция
- «Прекрасная флорентийка». 1450—1475. Терракота, роспись. Лувр, Париж
- Бюст Мариетты Строцци. 1462. Мрамор. Музей Боде, Берлин
- Иоанн Креститель (по модели Дезидерио да Сеттиньяно). Ок. 1490. Терракота, роспись. Национальная галерея искусства, Вашингтон
- Святой Лаврентий. Терракотта. Церковь Сан-Лоренцо, Старая сакристия, Флоренция
- Надгробие Карло Марсуппини. 1453, церковь Санта-Кроче, Флоренция
- Благословляющий Иисус. Статуя табернакля базилики Сан-Лоренцо, Флоренция
- Бюст ребёнка. Ок. 1460. Мрамор. Национальная галерея искусства, Вашингтон
- Смеющийся мальчик. 1460—1464. Мрамор. Музей истории искусств, Вена